# Багамські Острови на літніх Олімпійських іграх 2012
Багамські Острови на літніх Олімпійських іграх 2012 будуть представлені як мінімум у двох видах спорту.

## Нагороди
Одна золота медаль з Легкої атлетики в естафеті 4 Х 400 м серед чоловіків. До складу звитяжної команди входили Кріс Браун,
Деметріус Піндер,
Майкл Метью та
Рамон Міллер.